# Addys Mercedes
Addys Mercedes (Moa, 1973 –) kubai énekesnő.

## Élete
Holguín tartomány keleti részén született. Tíz éves korában már jelentős repertoárt ismert  a kubai daloktól mexikói dalokig  és amerikai popdalokig.
Tizenöt évesen kezdett fellépni a Timbre Latino zelekarral. Nem sokkal ezután a nemzetközileg sikeres Los Neiras együtteshez csatlakozott.
Fellépései bevételéből támogatni tudta családját.
1993-ban meghívták Németországba. Itt mlapította első trióját, és elkezdett saját dalokat írni.

## Diszkográfia

### Albumai
- Mundo Nuevo (2001 Media Luna)
- Nomad (2003 Media Luna)
- Addys (2012 Media Luna)

### Singles & Videos
- Mundo Nuevo (2001 Media Luna)
- Gitana Loca (2005 Media Luna)
- Esa Voz (2005 Media Luna)
- Sabado Roto (2011 Media Luna)
- Hollywood (2012 Media Luna)
- Gigolo (2012 Media Luna)

### Remixes
- Latin House, Ragga, Deep House -
- Mundo Nuevo (Tony Brown – Media Luna)
- Gitana Loca (Tony Brown – Media Luna)
- Esa Voz (4tune twins – Media Luna)
- Afro D’ Mercedes (Andry Nalin – Media Luna)
- Oye Colombia (4tune twins – Media Luna)
- Cry It Out (Guido Craveiro – Media Luna)
- Cha Ka Cha  (Ramon Zenker – Media Luna)